# Josip Kastelic
Josip (Jože) Kastelic, prvi izseljenski slovenski rimskokatoliški duhovnik in urednik, * 23. december 1898, Šmihel pri Žužemberku, † 7. marec 1940, Aconcagua, Argentina.
Kastelic je bil med prvo svetovno vojno vojak na Južnem Tirolskem. Leta 1922 je končal študij teologije, bil nekaj časa kaplan na Jesenicah nato pa  župnik na Planini pod Golico. 
Leta 1925 se je izselil v Francijo. Tam je sodeloval pri iyseljenskem časopisju, še posebej v mesečniku Rafael, sprva s podnaslovom Glasilo jugoslovanskih izseljencev v Holandiji in Belgiji, ki je izhajal v Heerlenu na Nizozemskem od januarja 1931 do januarja 1935. Od julija 1931 (št. 6) dalje ima mesečnik nov podnaslov, in sicer Glasilo jugoslovanskih izseljencev v Belgiji. Franciji, Holandiji in Nemčiji, od februarja 1934 do januarja 1935 pa Glasilo jugoslovanskih izseljencev v zapadni Evropi. Ves ta čas so ga izdajali slovenski izseljenski duhovniki.
Mesečnik je izhajal izključno v slovenskem jeziku - kljub jugoslovanskemu podnaslovu, ki je bil verjetno zgolj posledica navodil iz domovine po šestojanuarski diktaturi leta 1929. V glavnem gre za informativni mesečnik, ki večinoma vključuje aktualna poročila o delovanju slovenskih izseljenskih društev v Belgiji in Holandiji, od julija 1931 dalje pa tudi v Franciji in Nemčiji. Častno mesto v časopisu imajo priložnostni urednikovi uvodniki, največkrat posvečeni verskim praznikom, v časopisu pa se redno pajavljajo tudi dopisi bralcev, politični članki, pogosto z delavsko vsebino, ostri protikomunistični članki pa tudi objektivnejši članki o marksizmu, novice iz domovine, nekaj prispevkov iz slovenskoameriške revije Ave Maria, humor, rubrika za otroke in reklamni oglasi. Najdemo v časopisu tudi številne leposlovne prispevke.  Sem sodijo krajši prozni teksti, med katerimi je tudi humoreska Josipa Kastelica Za kratek čas.
Leta 1932 je odšel v Argentino. Mu na pot dopisniki Rafaela pisali tako: "Imela sem priliko videti g. župnika Kastelca malo pred odhodom v Ameriko. Le Bogu je znano, kako težko mi je bilo takrat v duši, ko sem se spomnila, da tega dobrega gospoda, našega očeta in svetovalca nikdar več ne bom videla v tej solzni dolini. Zlasti je bil gospod velika opora nesrečnim in osamljenim v tujini". Tudi Antonija Rože is Marine objavila priložnostno pesem V spomin gospodu župniku Kastelicu:
```
              Če pil je kdo iz take kupe,
              kot pijemo brezdomci mi.
              ne čuti skoto več udarcev
              in nič se grenko mu ne zdi.
         A zdaj je vendar zabolelo.
         Bridko je zbodla v srca vest,
         da nas zapušča On najboljši
         naš oče in prijatelj zvest
              Ne gre drugače. V zadnjih urah
              se iščemo besed v slovo.
              Kaj dolžni smo, to ve le Večni.
              Namesto nas On plačal bo.
         Mi revni, brez besed, otožni,
         zdaj kličemo tih „Z Bogom" le.
         Saj enkrat še! Ce tukaj ne
         tam v raju pa „Nasvidenje!"
```

V Argentini v kraju La Paternal je Kastelic organiziral prvo slovensko bogoslužje.
Leta 1929 je Goričan Peter Čebokli ustanovil Slovenski tednik (1929-1936), ki je sčasoma postal uradno glasilo Slovenskega podpornega društva v Argentini. Leta 1933 je dr. Viktor Kjuder ustanovil neodvisni Novi list, ki se je na pobudo dr. Izidorja Cankarja leta 1937 združil s Slovenskim tednikom v Slovenski list (1937—1946) v skupnem uredništvu Kjudra in Jana Kacina. 
Leta 1933 pa je v Slovenskem tedniku Jože Kastelic začel prilogo pod naslovom Moje versko živl jenje (od 28. maja 1933), ki je prerasla v samostojno revijo ''Duhovno življenje'': slovenska verska revija = La vida espiritual (od 16. septembra 1933), ki še vedno izhaja v Buenos Airesu. Revijo je urejal do leta 1938. Kot ustanovitelj in urednik, Jože Kastelic je bil v svoji nameri ustvarjati široko kulturno, ne samo versko, revijo, vesel sodelovanja piscev, ki so presegali običajno raven slovenskega izseljenskega časopisja.
Med drugo svetovno vojno je izšlo v tej reviji več prispevkov zgodovinskega značaja v španščini, namenjenih splošnemu občinstvu, kjer so predstavljali slovensko narodno vprašanje in posebej poudarjali pričakovanje celotne skupnosti po priključitvi Primorske k matični domovini. Vsako leto so prirejali spominske proslave za bazoviške žrtve, pri katerih so sodelovala vsa izseljenska društva brez razlik, duhovnik Jože Kastelic pa je redno maševal zanje.
V reviji Duhovno življenje Gvidon (Ylatko) Jug objavljal svoji prispevki proze.  Leta 1935 je Juga Kastelic predstavil s podrobnimi življenjepisnimi podatki. Prozo, ki jo Jug objavlja v Duhovnem življenju, Kastelic ocenjuje kot »izredno živahne, zanimive, če hočete moderne in svojsko napete črtice«.
V letu 1940 Jože Kastelic se je smrtno ponesrečil pri plezanju na Aconcaguo  - med nameravano potjo k Slovencem v Mendozi in Čilu  ga je vodja alpinistične odprave na Aconcaguo  g. Link povabil s seboj. Na poti je omagal in umrl. Pokopan je v kraju Punte del Inca.

## Spisi
- Kastelic J. Za kratek čas /  Jos. Kastelic // Rafael: glasilo jugoslovanskih izseljencev v zapadani Evropi (1931), letnik 1, Št. 10. S.1-2.